# Elecciones regionales de Liguria de 2024
Las elecciones regionales de Liguria de 2024 tuvieron lugar el domingo 27 y el lunes 28 de octubre de 2024 para elegir al Consejo Regional de Liguria y al Presidente de la Región. Las elecciones se convocaron anticipadamente después de la renuncia del presidente en ejercicio, Giovanni Toti, tras una investigación por corrupción, en particular con respecto a favores a empresarios locales en Génova a cambio de apoyo financiero en las elecciones locales de 2021 y 2022.
Las elecciones fueron ganadas por Marco Bucci, apoyado por la coalición de centroderecha, con el 48,77% de los votos, por delante de Andrea Orlando, candidato de la coalición de centroizquierda, con el 47,36% de los votos. Bucci ganó al superar a su oponente en Ventimiglia, Sanremo, Rapallo, entre otros centros donde su coalición alcanzó el 50 y el 60% de los votos, mientras que Orlando tuvo un fuerte desempeño en Génova (a pesar de ser Bucci el alcalde de la ciudad), en Savona, y en su ciudad natal La Spezia.
Entre ambos candidatos hubo una diferencia de 1,41% de los votos, equivalente a aproximadamente 8.400 preferencias, la más pequeña en la historia de la región desde que entró en vigor la ley electoral Tatarella de 1995. Con una participación del 45,97%, fueron las elecciones con menor participación en la historia de la región.
La elección atrajo mucha atención ya que se consideró una prueba para el gobierno nacional pero también para la coalición de centroderecha en la región.

## Antecedentes

### Elecciones anteriores
En las últimas elecciones regionales, celebradas en 2020, la coalición de centroderecha, con el candidato a presidente Giovanni Toti (Cambiamo!), había ganado con el 56,13% de los votos válidos, por delante de la coalición de centroizquierda y el Movimiento 5 Estrellas, que había nombrado a Ferruccio Sansa (Ind.) como su candidato y había obtenido el 38,90% de los votos, y de la coalición entre Italia Viva, el Partido Socialista Italiano y Más Europa, que había nominado a Aristide Massardo (Ind.) y obtuvo el 2,42% de los votos.

### Procedimientos judiciales de Giovanni Toti
El 7 de mayo de 2024, el presidente regional, Giovanni Toti, fue puesto bajo arresto domiciliario a causa de su implicación en una investigación de la Fiscalía de Génova, por cargos de corrupción en el ejercicio de funciones y corrupción por actos contrarios a los deberes oficiales. Según la Fiscalía (cuyas investigaciones involucraron, entre otros, a Matteo Cozzani, jefe de gabinete de la Presidencia, y al empresario Aldo Spinelli), Toti supuestamente prometió favores o facilitó casos pendientes en las oficinas de la región a varios personajes, a cambio de financiamiento para su comité electoral.
Tras su arresto, el presidente fue suspendido de su cargo y sustituido, de conformidad con el artículo 41 del Estatuto de la Región Liguria, por el vicepresidente regional, Alessandro Piana.
El 18 de julio del mismo año, la medida cautelar de arresto domiciliario para Toti se amplió también a la acusación de financiación ilícita, vinculada a las sospechas de implicación directa de la cadena Esselunga y de la cadena de televisión Primocanale en la difusión de anuncios publicitarios de la Lista Toti en la campaña para las elecciones municipales de Génova de 2022.
El 26 de julio Toti renunció a su cargo de presidente de la región, resultando en la dimisión del resto de la Junta Regional y la disolución del Consejo, conforme a lo previsto en el art. 126 de la Constitución.
El 5 de agosto, el GIP aceptó la solicitud de juicio inmediato de la Fiscalía, fijando el inicio del juicio a Toti, Spinelli y Signorini para el 5 de noviembre del mismo año.
El 13 de septiembre Toti llegó a un acuerdo con la Fiscalía para declararse culpable de los cargos de corrupción impropia y financiación ilícita de partidos, y fue condenado a dos años y un mes (conmutados por 1.500 horas de servicios comunitarios), inhabilitación temporal para ejercer cargos públicos, inhabilitación temporal para contratar con administraciones públicas y al decomiso de 84.100 euros de su comité electoral.

## Cronograma electoral
El 31 de julio de 2024, tras la dimisión de Toti, el presidente interino de la Región, Alessandro Piana, de acuerdo con la presidenta del Tribunal de Apelación de Génova, Elisabetta Vidali, ha convocado mediante decreto elecciones anticipadas para el 27 de octubre (de 7 a 23 horas) y para el 28 de octubre de 2024 (de 7 a 15 horas), adelantando así las elecciones inicialmente previstas para 2025.
| Fecha               | Evento |
| ------------------- | --- |
| 7 de mayo           | Giovanni Toti ha sido puesto bajo arresto domiciliario por la Fiscalía de Génova, acusado de corrupción en el ejercicio de su cargo y de corrupción en actos contrarios a los deberes oficiales.           |
| 26 de julio         | Giovanni Toti dimite como presidente de Liguria. |
| 31 de julio         | El presidente en funciones de la Región, Alessandro Piana, convoca elecciones para los días 27 y 28 de octubre.                                                                                            |
| 27–28 de septiembre | Inicio de la prohibición de colocar carteles electorales fuera de los espacios designados por los municipios. Presentación de listas provinciales y candidaturas para el cargo de Presidente de la Región. |
| 12 de octubre       | Inicio de la prohibición de hacer públicos o difundir los resultados de las encuestas de opinión sobre las tendencias electorales de los electores.                                                        |
| 27–28 de octubre    | Elecciones el domingo de 7 a 23 horas y el lunes de 7 a 15 horas. |

## Ley electoral
La ley electoral está establecida por la ley estatutaria regional n.º 18 de 21 de julio de 2020, que entró en vigor en vista de las anteriores elecciones regionales.

### Sistema electoral
El Consejo Regional de Liguria está compuesto por 30 miembros, más el Presidente Regional. La ley prevé una sola vuelta y la papeleta electoral contempla tanto el voto directo por el candidato presidencial como el voto de lista, es decir, la posibilidad de manifestar una o dos preferencias dentro de la lista elegida, indicando el apellido de los candidatos (o nombre y apellido, en caso de homónimos). En caso de que se manifiesten dos preferencias, éstas deberán ser de distinto género (por un hombre y por una mujer, o viceversa); De lo contrario, se cancela la segunda preferencia y sólo sigue siendo válida la primera. El voto exclusivo para una lista vinculada a un candidato presidencial también se considera expresado a favor de dicho candidato. También es posible votar por una lista y por un candidato presidencial que no estén relacionados entre sí ("voto dividido", art. 7).
El candidato que obtenga la mayoría, aunque sea relativa, de los votos válidos es elegido Presidente de la Región; También se reserva un escaño para el candidato presidencial no electo que quede en segundo lugar (art. 8, párrafo 2). A las listas asociadas al presidente electo se les asigna eventualmente un bono de mayoría, que garantiza a la coalición un mínimo de 17 escaños, en el caso en que se elijan 11 concejales, y un máximo de 19 escaños, en el caso de la elección de 18 concejales (art. 8, párrafo 3). La ley también prevé un umbral del 3% para cada lista, lo cual, sin embargo, no se aplica a las listas que apoyan a un candidato presidencial que haya obtenido al menos el 5% de los votos.

### Circunscripciones electorales

Mapa de las circunscripciones electorales al momento de la elección

El territorio de la Región Liguria está dividido en distritos electorales correspondientes a las respectivas provincias. El Consejo Regional de Liguria está compuesto por 30 miembros, además del Presidente de la Región. De conformidad con el artículo 3, párrafo 1, de la ley electoral, las cuatro quintas partes de los consejeros regionales, equivalentes a 24 de los 30 escaños, se eligen mediante un sistema proporcional, sobre la base de listas provinciales; Los seis escaños restantes, en cambio, se asignan con un sistema mayoritario a los grupos de listas que apoyan al Presidente electo, o a las listas no asociadas en caso de alcanzar la mayoría absoluta. La distribución de escaños entre las circunscripciones se realiza dividiendo el número de habitantes de la región por el número de escaños a distribuir dentro de las circunscripciones provinciales, asignándose los escaños en proporción a la población de cada circunscripción, sobre la base de los cocientes enteros y los restos más altos. La población se determina a partir de los resultados del último censo general, sustituido, a partir de 2018, por el censo permanente de población.
| Circunscripción | Población al 2021 | Cociente regional: 62 884 | Cociente regional: 62 884 | Escaños asignados |
| Circunscripción | Población al 2021 | Cocientes enteros         | Resto                     | Escaños asignados |
| --- | ----------------- | ------------------------- | ------------------------- | ----------------- |
| Génova | 817 402           | 12                        | 62 794*                   | 13                |
| Imperia | 208 670           | 3                         | 20 018                    | 3                 |
| La Spezia | 215 117           | 3                         | 26 465*                   | 4                 |
| Savona | 268 038           | 4                         | 16 502                    | 4                 |
| Liguria | 1 509 227         | 22                        | 125 779                   | 24                |
| *Los restos más altos que dieron lugar a la asignación de un escaño adicional a la circunscripción están marcados con un asterisco. |                   |                           |                           |                   |

### Modalidad de voto
Los electores residentes en el territorio regional, pero que padezcan enfermedades graves que les impidan acudir al colegio electoral, podrán votar en su domicilio, solicitando su voto al alcalde de su municipio de residencia, enviando copia de su tarjeta electoral y certificado médico de su autoridad sanitaria local. Los electores con discapacidades motoras (ciegos, amputados de manos o que sufren parálisis u otros impedimentos igualmente graves) tienen derecho a la asistencia de un acompañante de confianza para emitir su voto. Los pacientes de hospitales y residencias de ancianos pueden votar en su lugar de ingreso si están inscritos en las listas electorales de alguno de los municipios de la Región donde se encuentra el establecimiento en el que se encuentran, presentando una solicitud oficial al alcalde de su municipio de residencia. Se han previsto beneficios económicos en las redes de transporte ferroviaria (Trenitalia, Italo y Trenord), aérea (ITA Airways) y marítima (CIN), así como en la red de autopistas (AISCAT y Anas), para los electores residentes en otra región o en el extranjero, previa presentación de su documento de identidad y de su tarjeta electoral.
El 7 de septiembre de 2024, el Ayuntamiento de Génova anunció la reubicación temporal de las ubicaciones de tres colegios electorales, ubicados en los municipios V (Valpolcevera), VIII (Medio-Levante) y VII (Ponente); en los dos primeros casos, el traslado estuvo motivado por obras extraordinarias de mantenimiento de edificios escolares financiadas a través del PNRR, mientras que en el último caso el traslado fue solicitado directamente por el Concejo Municipal.

## Presentación de las candidaturas

### Candidaturas aceptadas
Coalición de centroderecha
Tras las negociaciones internas dentro de la coalición de centroderecha, el 11 de septiembre de 2024 Hermanos de Italia, Forza Italia, Liga y Nosotros Moderados hicieron oficial la candidatura conjunta de Marco Bucci, en ese momento alcalde de Génova, quien inicialmente había rechazado la propuesta, para luego cambiar de opinión. Bucci fue apoyado por siete listas: FdI, FI, Lega, UdC, AP y las listas cívicas Gana Liguria y Orgullo Liguria. Además, recibió el apoyo del Nuevo PSI, Liberales Demócratas Europeos y Horizonte Liberal.
Según anuncios públicos de los partidos e informaciones difundidas por algunos medios, las figuras propuestas anteriormente para la candidatura eran Carlo Bagnasco (exalcalde de Rapallo y coordinador regional de Forza Italia), Alessandro y Alessio Piana (respectivamente, vicepresidente regional saliente y asesor regional de desarrollo económico, ambos de la Liga), Ilaria Cavo (diputada y exasesora regional regional), Pietro Piciocchi (en aquel momento vicealcalde de Génova), y Marco Scajola (sobrino de Claudio Scajola, alcalde de Imperia y exdiputado). Edoardo Rixi, en ese momento viceministro de Infraestructuras y Transportes del gobierno Meloni, también había sido señalado como posible candidato; sin embargo, tras la nominación de Bucci, anunció su intención de presentarse como cabeza de lista de la Liga en las mismas elecciones.
Coalición de centroizquierda
Tras las negociaciones internas dentro de la coalición de centroizquierda, el centro y el Movimiento 5 Estrellas, el 1 de septiembre de 2024, el Partido Democrático, M5S, Alianza Verdes e Izquierda y Acción anunciaron la candidatura conjunta de Andrea Orlando, diputado y exministro de los gobiernos Letta, Renzi, Gentiloni y Draghi. Orlando fue apoyado por seis listas: PD, M5S, AVS (con candidatos de la Lista Sansa y Posible), Populares Europeos Reformadores (Incluye a Acción, Alianza Cívica de Liguria, PRI, Republicanos Europeos y Populares Europeos Reformadores.) y las listas cívicas Orlando Presidente (Lista vinculada al candidato presidencial, que incluye a Línea Condivisa.) y Ligures Cabeza en Alto (Lista vinculada al candidato presidencial, que incluye a exmiembros del M5S y de Italia Viva.). Además, recibió el apoyo de Volt.
Inicialmente, Orlando debía recibir el apoyo de otra lista, Reformistas Unidos por Liguria, que incluía candidatos de Italia Viva, Más Europa y PSI, así como exmiembros de Acción. Sin embargo, a raíz de los desacuerdos entre algunos partidos de la coalición (también debido al apoyo anterior de IV a la mayoría de la junta comunal de centroderecha en Génova), el 27 de septiembre de 2024 se anunció que Italia Viva renunciará a participar en las elecciones, dando a sus electores la libertad de votar. En consecuencia, la lista mencionada anteriormente no fue presentada al Tribunal de Apelación de Génova, ya que la falta de confirmación de la afiliación no permitió obtener la exención de la recogida del número mínimo de firmas. El 28 de septiembre, Más Europa también anunció que no presentaría candidatos a las elecciones.
Según algunas reconstrucciones, Orlando había renunciado a su candidatura a las elecciones europeas del junio anterior, en la que le habían ofrecido el papel de jefe de la circunscripción de Italia noroccidental, precisamente para concentrarse en las elecciones regionales. El Movimiento 5 Estrellas había señalado inicialmente la candidatura de Luca Pirondini, senador y exconcejal municipal, quien sin embargo retiró su candidatura el 1 de septiembre siguiente, para apoyar a Orlando.
Otras
El 22 de agosto de 2024, Unidos por la Constitución anunció la candidatura de Nicola Morra, exsenador del Movimiento 5 Estrellas, así como expresidente de la Comisión Parlamentaria Antimafia, para el cargo de Presidente Regional.
El 29 de agosto de 2024, el Partido Comunista Italiano y Poder al Pueblo anunciaron su intención de presentar un candidato conjunto en las elecciones regionales. Ese mismo día, Refundación Comunista también anunció su interés en crear una lista para las mencionadas elecciones. El 10 de septiembre, PaP, PCI y PRC confirmaron la candidatura del agricultor y ecologista Nicola Rollando, apoyado por la lista única de izquierda radical "Por la Alternativa", para el cargo de presidente regional.
El 30 de agosto de 2024, Democracia Soberana Popular anunció la candidatura de Francesco Toscano para el cargo de presidente regional.
El 6 de agosto de 2024, el exlíder de la Liga Norte y ministro Roberto Castelli anunció la voluntad del Partido Popular del Norte, que él fundó, de presentar un candidato en las elecciones regionales. El 12 de septiembre se anunció la candidatura de María Antonietta Cella, exalcaldesa de Santo Stefano d'Aveto.
El 22 de agosto de 2024, el secretario nacional del partido de derecha social Independencia!, Gianni Alemanno, anunció su intención de presentar su propio candidato en las elecciones regionales. El 15 de septiembre se confirmó la candidatura de Alessandro Rosson, abogado y exconcejal municipal de la Liga en La Spezia.
El movimiento Fuerza del Pueblo ha anunciado la candidatura del abogado Davide Felice como presidente regional.
El Partido Comunista de los Trabajadores ha anunciado la candidatura de Marco Ferrando como presidente regional.

### Candidaturas excluidas
El 9 de septiembre de 2024, Forza Nuova anunció la candidatura de Angelo Riccobaldi para el cargo de presidente regional. Sin embargo, después de los controles realizados por la Oficina Regional Central del Tribunal de Apelación de Génova y por las oficinas del distrito, Riccobaldi y su lista no fueron admitidos a las elecciones.
Previamente, el secretario nacional del partido neofascista, Roberto Fiore, había invitado públicamente al militar y eurodiputado Roberto Vannacci a presentarse como candidato a presidente regional; sin embargo, Vannacci y el exsenador Umberto Fusco expresaron posteriormente su deseo de crear un movimiento autónomo.

## Partidos y candidatos
| Partido político o alianza | Partido político o alianza               | Listas constituyentes                              | Listas constituyentes                    | Resultados previos | Resultados previos | Candidato              | Candidato |
| Partido político o alianza | Partido político o alianza               | Listas constituyentes                              | Listas constituyentes                    | %                  | Escaños            | Candidato              | Candidato |
| -------------------------- | ---------------------------------------- | -------------------------------------------------- | ---------------------------------------- | ------------------ | ------------------ | ---------------------- | --------- |
|                            | Coalición de centroderecha               |                                                    | Bucci Presidente Gana Liguria (incl. NM) | 22,6               | 7                  | Marco Bucci            |           |
|                            | Coalición de centroderecha               | Liga Liguria                                       | 17,1                                     | 6                  |                    | Marco Bucci            |           |
|                            | Coalición de centroderecha               | Hermanos de Italia                                 | 10,9                                     | 3                  |                    | Marco Bucci            |           |
|                            | Coalición de centroderecha               | Forza Italia                                       | 5,3                                      | 1                  |                    | Marco Bucci            |           |
|                            | Coalición de centroderecha               | Unión de Centro                                    | 0,7                                      | 0                  |                    | Marco Bucci            |           |
|                            | Coalición de centroderecha               | Alternativa Popular                                | —                                        | —                  |                    | Marco Bucci            |           |
|                            | Coalición de centroderecha               | Orgullo Liguria                                    | —                                        | —                  |                    | Marco Bucci            |           |
|                            | Coalición de centroizquierda             |                                                    | Partido Democrático                      | 19,9               | 6                  | Andrea Orlando         |           |
|                            | Coalición de centroizquierda             | Movimiento 5 Estrellas                             | 7,8                                      | 2                  |                    | Andrea Orlando         |           |
|                            | Coalición de centroizquierda             | Alianza Verdes e Izquierda (incl. SI, EV, Pos)     | 3,9                                      | 1                  |                    | Andrea Orlando         |           |
|                            | Coalición de centroizquierda             | Pacto Cívico y Reformista (incl. A, PRI, PER, MRE) | —                                        | —                  |                    | Andrea Orlando         |           |
|                            | Coalición de centroizquierda             | Ligures Cabeza en Alto (incl. PSI)                 | —                                        | —                  |                    | Andrea Orlando         |           |
|                            | Coalición de centroizquierda             | Lista Andrea Orlando Presidente                    | —                                        | —                  |                    | Andrea Orlando         |           |
|                            | Por la Alternativa (incl. PRC, PCI, PaP) | Por la Alternativa (incl. PRC, PCI, PaP)           | Por la Alternativa (incl. PRC, PCI, PaP) | —                  | —                  | Nicola Rollando        |           |
|                            | Partido Popular del Norte                | Partido Popular del Norte                          | Partido Popular del Norte                | —                  | —                  | Maria Antonietta Cella |           |
|                            | Unidos por la Constitución               | Unidos por la Constitución                         | Unidos por la Constitución               | —                  | —                  | Nicola Morra           |           |
|                            | Partido Comunista de los Trabajadores    | Partido Comunista de los Trabajadores              | Partido Comunista de los Trabajadores    | —                  | —                  | Marco Ferrando         |           |
|                            | Democracia Soberana Popular              | Democracia Soberana Popular                        | Democracia Soberana Popular              | —                  | —                  | Francesco Toscano      |           |
|                            | Independencia!                           | Independencia!                                     | Independencia!                           | —                  | —                  | Alessandro Rosson      |           |
|                            | Fuerza del Pueblo                        | Fuerza del Pueblo                                  | Fuerza del Pueblo                        | —                  | —                  | Davide Felice          |           |

## Campaña
Los principales temas que las encuestas muestran que son importantes para los votantes son la atención médica, el transporte y el empleo.

### Programas electorales
El programa de la coalición de centroizquierda que apoya a Andrea Orlando se llama Toda Liguria con la Cabeza en Alto.
El programa de la coalición de centroderecha que apoya a Marco Bucci se llama A trabajar por Liguria.

### Debates
| Fecha                                                   | Lugar                                                   | Organizador                                             | Link                                                    | Participantes | Participantes  | Participantes | Participantes     | Participantes   | Participantes          | Participantes     | Participantes | Participantes  | Fuente |
| P Presente A Ausente invitado NI No invitado I Invitado | P Presente A Ausente invitado NI No invitado I Invitado | P Presente A Ausente invitado NI No invitado I Invitado | P Presente A Ausente invitado NI No invitado I Invitado | Marco Bucci   | Andrea Orlando | Nicola Morra  | Francesco Toscano | Nicola Rollando | María Antonietta Cella | Alessandro Rosson | Davide Felice | Marco Ferrando | Fuente |
| ------------------------------------------------------- | ------------------------------------------------------- | ------------------------------------------------------- | ------------------------------------------------------- | ------------- | -------------- | ------------- | ----------------- | --------------- | ---------------------- | ----------------- | ------------- | -------------- | ------ |
| P Presente A Ausente invitado NI No invitado I Invitado | P Presente A Ausente invitado NI No invitado I Invitado | P Presente A Ausente invitado NI No invitado I Invitado | P Presente A Ausente invitado NI No invitado I Invitado |               |                |               |                   |                 |                        |                   |               |                | Fuente |
| 7 de octubre de 2024                                    | Acuario de Génova                                       | Genova24 IVG                                            | Video                                                   | P             | P              | P             | A                 | P               | P                      | P                 | A             | P              | [ 86 ] |
| 14 de octubre de 2024                                   | Sala Quadrivium, Génova                                 | Curia de la arquidiócesis de Génova                     | Video                                                   | P             | P              | P             | P                 | P               | P                      | P                 | P             | A              | [ 87 ] |
| 15 de octubre de 2024                                   | Palazzo Interiano Pallavicino, Génova                   | Telenord                                                | Video                                                   | P             | P              | P             | P                 | P               | P                      | P                 | P             | P              | [ 88 ] |
| 22 de octubre de 2024                                   | Palazzo Ducale, Génova                                  | Il Secolo XIX                                           | Video                                                   | P             | P              | P             | P                 | P               | P                      | P                 | P             | P              | [ 89 ] |
| 24 de octubre de 2024                                   | Sede regional RAI Liguria, Génova                       | TGR Liguria                                             | Video                                                   | P             | P              | P             | P                 | P               | P                      | P                 | P             | P              | [ 90 ] |

## Encuestas de opinión

### Candidatos
Boca de urna (exit poll)
     Instantáneo (instant poll)
| Muestra           | Encuestadora | Muestra | Bucci       | Orlando   | Morra   | Otros      | Indecisos | Dif.   |           |           |         |     |   |     |
| ----------------- | ------------ | ------- | ----------- | --------- | ------- | ---------- | --------- | ------ | --------- | --------- | ------- | --- | - | --- |
| Muestra           | Encuestadora | Muestra | 28 Oct 2024 | Opinio    | –       | Otros      | Indecisos | Dif.   | 47,0–51,0 | 45,5–49,5 | 0,0–2,0 | 3,0 | – | 1,5 |
| 28 Oct 2024       | SWG          | –       | 46,0–50,0   | 45,0–49,0 | 4,0–6,0 | 4,0–6,0    | –         | 1,0    |           |           |         |     |   |     |
| 8–10 Oct 2024     | Ipsos        | 800     | 49,0        | 46,0      | 0,8     | 4,2        | 48,0      | 3,0    |           |           |         |     |   |     |
| 7–8 Oct 2024      | Tecnè        | 1.003   | 47,0        | 47,0      | 2,5     | 3,5        | 48,0      | Empate |           |           |         |     |   |     |
| 30 Sep–3 Oct 2024 | BiDiMedia    | 1.000   | 47,5        | 47,0      | 2,0     | 3,5        | 23,0      | 0,5    |           |           |         |     |   |     |
| 1 Oct 2024        | Noto         | –       | 46,0        | 46,0      | –       | 6,0 – 10,0 | 31,0      | Empate |           |           |         |     |   |     |
| 14 Sep 2024       | Tecnè        | 998     | 47,0        | 50,0      | 3,0     | 0,0        | 46,0      | 3,0    |           |           |         |     |   |     |

Candidatos hipotéticos
| Fecha        | Encuestadora | Muestra | Centroderecha | Orlando | Otros | Dif. |     |      |      |   |     |
| ------------ | ------------ | ------- | ------------- | ------- | ----- | ---- | --- | ---- | ---- | - | --- |
| Fecha        | Encuestadora | Muestra | 7 Sep 2024    | Tecnè   | Otros | Dif. | 998 | 46,0 | 54,0 | – | 8,0 |
| 47,0         | 53,0         | –       | 7 Sep 2024    | Tecnè   | 6,0   |      | 998 |      |      |   |     |
| 48,0         | 52,0         | –       | 7 Sep 2024    | Tecnè   | 4,0   |      | 998 |      |      |   |     |
| 45,0         | 55,0         | –       | 7 Sep 2024    | Tecnè   | 10,0  |      | 998 |      |      |   |     |
| 45,0         | 55,0         | –       | 7 Sep 2024    | Tecnè   | 10,0  |      | 998 |      |      |   |     |
| 47,0         | 53,0         | –       | 7 Sep 2024    | Tecnè   | 6,0   |      | 998 |      |      |   |     |
| 45.0         | 55,0         | –       | 7 Sep 2024    | Tecnè   | 10,0  |      | 998 |      |      |   |     |
| 5–7 Ago 2024 | Euromedia    | –       | 51.3          | 48,7    | –     | 2,6  |     |      |      |   |     |
| 5–7 Ago 2024 | Euromedia    | –       | 52,3          | 47,7    | –     | 4,6  |     |      |      |   |     |
| 5–7 Ago 2024 | Euromedia    | –       | 50,4          | 49,6    | –     | 0,8  |     |      |      |   |     |
| 5–7 Ago 2024 | Euromedia    | –       | 52,1          | 47,9    | –     | 4,2  |     |      |      |   |     |
| 5–7 Ago 2024 | Euromedia    | –       | 50,9          | 49,1    | –     | 1,8  |     |      |      |   |     |

1. ↑  Candidato de centroizquerda genérico
2. ↑  Carlo Bagnasco
3. ↑  Ilaria Cavo
4. ↑  Lorenzo Cuocolo
5. ↑  Pietro Piciocchi
6. ↑  Edoardo Rixi
7. ↑  Marco Scajola
8. ↑  Edoardo Rixi
9. ↑  Ilaria Cavo
10. ↑  Pietro Piciocchi
11. ↑  Marco Scajola
12. ↑  Giacomo Raul Giampedrone

### Partidos
| Fecha             | Encuestadora | Muestra | Centroderecha | Centroderecha | Centroderecha | Centroderecha | Centroderecha | Centroderecha | Centroderecha | Centroizquierda | Centroizquierda | Centroizquierda | Centroizquierda | Centroizquierda | Centroizquierda | UpC | Otros | Dif. |
| Fecha             | Encuestadora | Muestra | FdI           | FI            | Lega          | VL            | OL            | UdC           | AP            | PD              | M5S             | AVS             | AOP             | LaTA            | PCR             | UpC | Otros | Dif. |
| ----------------- | ------------ | ------- | ------------- | ------------- | ------------- | ------------- | ------------- | ------------- | ------------- | --------------- | --------------- | --------------- | --------------- | --------------- | --------------- | --- | ----- | ---- |
| Fecha             | Encuestadora | Muestra |               |               |               |               |               |               |               |                 |                 |                 |                 |                 |                 |     | Otros | Dif. |
| 8–10 Oct 2024     | Ipsos        | 800     | 20,0          | 9,0           | 7,0           | 6,4           | 3,5           | 1,0           | 0,9           | 24,0            | 7,8             | 6,3             | 4,9             | 2,4             | 2,4             | 4,4 | 4,4   | 4,0  |
| 7–8 Oct 2024      | Tecnè        | 1.003   | 21,5          | 10,0          | 5,5           | 7,0           | 1,5           | 1,0           | 0,5           | 27,0            | 7,0             | 5,0             | 5,0             | 1,0             | 2,0             | 2,5 | 3,5   | 5,5  |
| 24 Sep–3 Oct 2024 | BiDiMedia    | 1.000   | 20,2          | 5,7           | 8,0           | 10,4          | 2,2           | 0,6           | 0,4           | 25,9            | 7,0             | 7,1             | 4,0             | 1,0             | 2,2             | 1,8 | 3,5   | 5,7  |
| 7 Sep 2024        | Tecnè        | 998     | 25,0          | 9,0           | 6,0           | 4,0           | 1,0           | —             | —             | 27,0            | 8,0             | 5,0             | 8,0             | 8,0             | 2,0             | 1,0 | 4,0   | 2,0  |

1. ↑  DSP: 0,5%; Pl'A: 1,0%; PPN: 0,5%; I!: 0,5%; FdP: 0,5%; PCL: 0,5%
2. ↑  IV: 2,0%; +E: 1,0%; Otros: 1,0%

## Resultados

Partido más votado por comune

Candidato a presidente más votado por comune

| Resultados por partido Resultados por coalición       |                                    |           |        |         |                                 |                                       |         |        |         |
| Candidatos                                            | Candidatos                         | Votos     | %      | Escaños | Partidos                        | Partidos                              | Votos   | %      | Escaños |
|                                                       | Marco Bucci                        | 291.089   | 48,77  | 1       |                                 | Hermanos de Italia                    | 84.836  | 15,08  | 5       |
|                                                       | Marco Bucci                        | 291.089   | 48,77  | 1       | Bucci Presidente Gana Liguria   | 53.220                                | 9,46    | 3      |         |
|                                                       | Marco Bucci                        | 291.089   | 48,77  | 1       | Liga Liguria                    | 47.656                                | 8,47    | 3      |         |
|                                                       | Marco Bucci                        | 291.089   | 48,77  | 1       | Forza Italia                    | 44.854                                | 7,97    | 3      |         |
|                                                       | Marco Bucci                        | 291.089   | 48,77  | 1       | Orgullo Liguria                 | 32.070                                | 5,70    | 3      |         |
|                                                       | Marco Bucci                        | 291.089   | 48,77  | 1       | Unión de Centro                 | 7.298                                 | 1,30    | –      |         |
|                                                       | Marco Bucci                        | 291.089   | 48,77  | 1       | Alternativa Popular             | 1.929                                 | 0,34    | –      |         |
| Total                                                 | Total                              | 291.089   | 48,77  | 1       | 271.863                         | 48,33                                 | 17      |        |         |
|                                                       | Andrea Orlando                     | 282.671   | 47,36  | 1       |                                 | Partido Democrático                   | 160.148 | 28,47  | 8       |
|                                                       | Andrea Orlando                     | 282.671   | 47,36  | 1       | Alianza Verdes e Izquierda      | 34.721                                | 6,17    | 2      |         |
|                                                       | Andrea Orlando                     | 282.671   | 47,36  | 1       | Lista Andrea Orlando Presidente | 29.818                                | 5,30    | 1      |         |
|                                                       | Andrea Orlando                     | 282.671   | 47,36  | 1       | Movimiento 5 Estrellas          | 25.670                                | 4,56    | 1      |         |
|                                                       | Andrea Orlando                     | 282.671   | 47,36  | 1       | Pacto Cívico y Reformista       | 9.813                                 | 1,74    | –      |         |
|                                                       | Andrea Orlando                     | 282.671   | 47,36  | 1       | Ligures Cabeza en Alto          | 9.125                                 | 1,62    | –      |         |
| Total                                                 | Total                              | 282.671   | 47,36  | 1       | 269.295                         | 47,88                                 | 12      |        |         |
|                                                       | Nicola Morra                       | 5.224     | 0,88   | –       |                                 | Unidos por la Constitución            | 4.934   | 0,88   | –       |
|                                                       | Nicola Rollando                    | 5.079     | 0,85   | –       |                                 | Por la Alternativa                    | 4.920   | 0,87   | –       |
|                                                       | Francesco Toscano                  | 5.071     | 0,85   | –       |                                 | Democracia Soberana Popular           | 4.709   | 0,84   | –       |
|                                                       | Marco Ferrando                     | 2.099     | 0,35   | –       |                                 | Partido Comunista de los Trabajadores | 1.813   | 0,32   | –       |
|                                                       | Maria Antonietta Cella             | 2.076     | 0,35   | –       |                                 | Partido Popular del Norte             | 1.674   | 0,30   | –       |
|                                                       | Davide Felice                      | 1.855     | 0,31   | –       |                                 | Fuerza del Pueblo                     | 1.697   | 0,30   | –       |
|                                                       | Alessandro Rosson                  | 1.668     | 0,28   | –       |                                 | Independencia!                        | 1.569   | 0,28   | –       |
|                                                       |                                    |           |        |         |                                 |                                       |         |        |         |
| Votos válidos                                         | Votos válidos                      | 596.832   | 96,77  |         |                                 |                                       |         |        |         |
| Votos en blanco                                       | Votos en blanco                    | 4.312     | 0,70   |         |                                 |                                       |         |        |         |
| Votos nulos                                           | Votos nulos                        | 15.466    | 2,51   |         |                                 |                                       |         |        |         |
| Votos impugnados                                      | Votos impugnados                   | 138       | 0,02   |         |                                 |                                       |         |        |         |
| Total candidatos                                      | Total candidatos                   | 616.748   | 100,00 | 2       | Total partidos                  | Total partidos                        | 562.474 | 100,00 | 29      |
| Votantes registrados/participación                    | Votantes registrados/participación | 1.341.693 | 45,97  |         |                                 |                                       |         |        |         |
| Fuente: Ministerio del Interior – Elección en Liguria |                                    |           |        |         |                                 |                                       |         |        |         |

| \| Voto Popular \| Voto Popular \| Voto Popular \| Voto Popular \| Voto Popular \| \| ------------ \| ------------ \| ------------ \| ------------ \| ------------ \| \| \| \| \| \| \| \| PD \| PD \| \| 28.47 % \| 28.47 % \| \| FdI \| FdI \| \| 15.08 % \| 15.08 % \| \| Bucci \| Bucci \| \| 9.46 % \| 9.46 % \| \| Lega \| Lega \| \| 8.47 % \| 8.47 % \| \| FI \| FI \| \| 7.98 % \| 7.98 % \| \| AVS \| AVS \| \| 6.17 % \| 6.17 % \| \| OL \| OL \| \| 5.70 % \| 5.70 % \| \| Orlando \| Orlando \| \| 5.30 % \| 5.30 % \| \| M5S \| M5S \| \| 4.56 % \| 4.56 % \| \| PCR \| PCR \| \| 1.74 % \| 1.74 % \| \| LaTA \| LaTA \| \| 1.62 % \| 1.62 % \| \| UDC \| UDC \| \| 1.30 % \| 1.30 % \| \| Otros \| Otros \| \| 4.14 % \| 4.14 % \| |         |  |         |         |
| Voto Popular |         |  |         |         |
| |         |  |         |         |
| PD | PD      |  | 28.47 % | 28.47 % |
| FdI | FdI     |  | 15.08 % | 15.08 % |
| Bucci | Bucci   |  | 9.46 %  | 9.46 %  |
| Lega | Lega    |  | 8.47 %  | 8.47 %  |
| FI | FI      |  | 7.98 %  | 7.98 %  |
| AVS | AVS     |  | 6.17 %  | 6.17 %  |
| OL | OL      |  | 5.70 %  | 5.70 %  |
| Orlando | Orlando |  | 5.30 %  | 5.30 %  |
| M5S | M5S     |  | 4.56 %  | 4.56 %  |
| PCR | PCR     |  | 1.74 %  | 1.74 %  |
| LaTA | LaTA    |  | 1.62 %  | 1.62 %  |
| UDC | UDC     |  | 1.30 %  | 1.30 %  |
| Otros | Otros   |  | 4.14 %  | 4.14 %  |

| \| Presidente \| Presidente \| Presidente \| Presidente \| Presidente \| \| ---------- \| ---------- \| ---------- \| ---------- \| ---------- \| \| \| \| \| \| \| \| Bucci \| Bucci \| \| 48.77 % \| 48.77 % \| \| Orlando \| Orlando \| \| 47.36 % \| 47.36 % \| \| Otros \| Otros \| \| 3.87 % \| 3.87 % \| |         |  |         |         |
| Presidente |         |  |         |         |
| |         |  |         |         |
| Bucci | Bucci   |  | 48.77 % | 48.77 % |
| Orlando | Orlando |  | 47.36 % | 47.36 % |
| Otros | Otros   |  | 3.87 %  | 3.87 %  |

### Resultados por provincia y ciudad capital
Mientras que la provincia de Imperia votó por Bucci por 24 puntos, en todas las demás provincias el resultado final estuvo a cinco puntos: Bucci ganó en la provincia de Savona por 3 puntos, mientras que Orlando ganó por 2 puntos en la ciudad metropolitana de Génova y por 4 puntos en la provincia de La Spezia.
En las grandes ciudades, a pesar de ser el alcalde en ejercicio de Génova, Bucci perdió en su ciudad natal ante Orlando por 8 puntos, pero ganó Sanremo por 25,5 puntos e Imperia por 9 puntos; mientras que Savona votó por Orlando por 20 puntos y La Spezia por 5 puntos. En general, las áreas más fuertes de Orlando fueron las tres ciudades más grandes de la región (Génova, La Spezia, Savona) y sus municipios circundantes, mientras que Bucci fue el más fuerte al oeste de Savona y en el área de Tigullio al este de Génova. La fortaleza de Orlando en Savona se puede atribuir a la oposición a una planta de regasificación en la cercana Vado Ligure que el expresidente Toti había propuesto construir en una zona marítima protegida.
| Provincia | Andrea Orlando | Marco Bucci    | Otros       |                |              |
| --------- | -------------- | -------------- | ----------- | -------------- | ------------ |
| Provincia | Génova         | 168.556 49,13% | Otros       | 161.463 47,06% | 13.086 3,61% |
| La Spezia | 42.918 50,31%  | 39.360 46,14%  | 3.023 3,55% |                |              |
| Savona    | 47.564 46,38%  | 50.678 49,41%  | 4.315 4,21% |                |              |
| Imperia   | 23.633 35,88%  | 39.588 60,10%  | 2.648 4,02% |                |              |

| Ciudad    | Andrea Orlando | Marco Bucci    | Otros       |                |             |
| --------- | -------------- | -------------- | ----------- | -------------- | ----------- |
| Ciudad    | Génova         | 121.821 52,27% | Otros       | 103.219 44,29% | 8.007 3,44% |
| La Spezia | 17.610 51,11%  | 15.770 45,77%  | 1.073 3,12% |                |             |
| Savona    | 12.932 57,96%  | 8.373 37,53%   | 1.006 4,51% |                |             |
| Imperia   | 6.279 43,29%   | 7.623 52,55%   | 604 4,16%   |                |             |

### Participación
| Región                                          | Hora       | Hora       | Hora       | Hora     |
| Región                                          | Domingo 27 | Domingo 27 | Domingo 27 | Lunes 28 |
| Región                                          | 12:00      | 19:00      | 23:00      | 15:00    |
| ----------------------------------------------- | ---------- | ---------- | ---------- | -------- |
| Liguria                                         | 13,03%     | 30,54%     | 34,67%     | 45,97%   |
| Provincia                                       | Hora       | Hora       | Hora       | Hora     |
| Provincia                                       | Domingo 20 | Domingo 20 | Domingo 20 | Lunes 21 |
| Provincia                                       | 12:00      | 19:00      | 23:00      | 15:00    |
| Génova                                          | 14,24%     | 32,86%     | 37,33%     | 48,30%   |
| Imperia                                         | 10,31%     | 24,22%     | 27,15%     | 38,11%   |
| La Spezia                                       | 11,94%     | 30,87%     | 35,54%     | 47,23%   |
| Savona                                          | 12,23%     | 27,99%     | 31,55%     | 43,76%   |
| Fuente: Ministerio del Interior – Participación |            |            |            |          |

### Consejeros electos
| Circunscripción      | Partido | Partido | Consejero                   | Votos |
| -------------------- | ------- | ------- | --------------------------- | ----- |
| Liguria (en general) |         | Ind.    | Marco Bucci                 | —     |
| Liguria (en general) |         | PD      | Andrea Orlando              | —     |
| Génova               |         | PD      | Armando Sanna               | 8.041 |
| Génova               |         | PD      | Katia Piccardo              | 7.641 |
| Génova               |         | PD      | Federico Romeo              | 6.181 |
| Génova               |         | PD      | Simone D'Angelo             | 4.124 |
| Génova               |         | FdI     | Stefano Balleari            | 3.656 |
| Génova               |         | FdI     | Simona Ferro                | 3.212 |
| Génova               |         | Bucci   | Federico Bogliolo           | 2.070 |
| Génova               |         | Bucci   | Matteo Campora              | 1.933 |
| Génova               |         | OL      | Giovanni Boitano            | 1.710 |
| Génova               |         | Lega    | Alessio Piana               | 2.767 |
| Génova               |         | Orlando | Giovanni Battista Pastorino | 3.277 |
| Génova               |         | AVS     | Selena Candia               | 4.141 |
| Génova               |         | FI      | Carlo Bagnasco              | 4.745 |
| Génova               |         | M5S     | Stefano Giordano            | 1.497 |

| Circunscripción | Partido | Partido | Consejero          | Votos |
| --------------- | ------- | ------- | ------------------ | ----- |
| Imperia         |         | PD      | Enrico Ioculano    | 4.508 |
| Imperia         |         | FdI     | Luca Lombardi      | 3.093 |
| Imperia         |         | FI      | Marco Scajola      | 6.308 |
| Imperia         |         | Lega    | Alessandro Piana   | 3.505 |
| Imperia         |         | OL      | Walter Sorriento   | 441   |
| La Spezia       |         | PD      | Davide Natale      | 5.067 |
| La Spezia       |         | PD      | Carola Baruzzo     | 3.581 |
| La Spezia       |         | FdI     | Gianmarco Medusei  | 2.758 |
| La Spezia       |         | OL      | Marco Frascatore   | 568   |
| Savona          |         | PD      | Roberto Arboscello | 6.035 |
| Savona          |         | FdI     | Rocco Invernizzi   | 1.493 |
| Savona          |         | Bucci   | Alessandro Bozzano | 1.889 |
| Savona          |         | Lega    | Sara Foscolo       | 2.187 |
| Savona          |         | FI      | Angelo Vaccarezza  | 2.325 |
| Savona          |         | AVS     | Jan Casella        | 1.931 |

1. ↑  Como Presidente de la Región.
2. ↑  Como segundo candidato más votado a la Presidencia de la Región.
3. ↑  Reemplazada por Lilli Lauro tras su nombramiento como asesora regional.
4. ↑  Reemplazado por Verónica Russo tras su nombramiento como asesor regional.
5. ↑  Reemplazado por Chiara Cerri tras su nombramiento como asesor regional.
6. ↑  Reemplazado por Armando Biasi tras su nombramiento como asesor regional.